# شرط ازدواج
شرط ازدواج (انگلیسی: The Marriage Clause) یک فیلم درام صامت به کارگردانی لوئیس وبر است که در سال ۱۹۲۶ توسط یونیورسال پیکچرز منتشر شد. نسخه‌ای از فیلم امروزه در کتابخانه کنگره نگهداری می‌شود.

## گزیدهٔ بازیگران
- فرانسیس بوشمن
- بیلی داو
- وارنر اولاند
- گریس دارموند
- اسکار اسمیت
- رابرت دادلی